# Merkin Ball
Albums de Pearl Jam
Vitalogy
(1994) No Code
(1996)
Merkin Ball est un album rock de Pearl Jam avec Neil Young sorti en 1995.

## Historique
Merkin Ball sort peu après Mirror Ball en tant que mini-album de Pearl Jam, il consiste en deux chansons enregistrées lors des séances de Mirror Ball. Contrairement à cet album Eddie Vedder chante sur les deux titres qu'il a composés, Neil Young joue le solo de guitare sur I Got Id.
La rencontre entre Eddie Vedder et Neil Young se fait lors d'une remise de récompense au Rock and Roll Hall of Fame. Vedder décerne le trophée qui salue la contribution artistique de Young à travers les années.

## Titres
| 1.    | I Got Id (connu également sous le nom I Got Shit) | Eddie Vedder | 4:53 |
| 2.    | Long Road                                         | Eddie Vedder | 5:59 |
| 10:52 |                                                   |              |      |

## Musiciens
Pearl Jam
- Jeff Ament – guitare basse sur Long Road
- Jack Irons – percussions, batterie
- Eddie Vedder – guitare, chant

autres musiciens
- Brendan O'Brien – guitare basse sur I Got Id
- Neil Young – guitare, harmonium, chant

## À la télévision
Le titre Long Road sert de thème de fin pour l'épisode Mes cinq douleurs de la série télévisée Scrubs, un épisode mélancolique traitant du décès des êtres chers et des étapes du deuil.